# Crenicichla yjhui
Crenicichla yjhui es una especie de pez cíclido de agua dulce que integra el género Crenicichla. Habita en biotopos subtropicales del centro-este de América del Sur.

## Taxonomía
Descripción original
Crenicichla yjhui fue descrita para la ciencia en el año 2018, por los ictiólogos Lubomír Piálek, Jorge Casciotta, Adriana Almirón y Oldřich Říčan.
Localidad tipo
La localidad tipo referida es: “camping del embalse Urugua-í (cuenca del Paraná), en las coordenadas: 25°52′29.1″S 54°33′02.2″O / -25.874750, -54.550611, provincia de Misiones, Argentina”.
Holotipo
El ejemplar holotipo designado es el catalogado como: MLP 11187. Es un espécimen adulto el cual midió 131,9 mm de longitud estándar. Fue colectado por Jorge Casciotta y otros en abril de 2010. Se encuentra depositado en la colección de ictiología del museo de ciencias naturales de La Plata (MLP), situado en la ciudad homónima, capital de la provincia argentina de Buenos Aires.
Etimología
Etimológicamente, el término genérico Crenicichla se construye con la palabra en latín crenulatus, que significa ‘corte’, ‘recortado’ y con el término en idioma griego kichle, con el que se identifica a un ‘lábrido’.
El epíteto específico yjhui es un sustantivo en aposición, construido con términos del idioma guaraní, en donde y es ‘agua’ y jhui es ‘flecha’, es decir, ‘flecha de agua’, haciendo así referencia a la forma aerodinámica de su cabeza y cuerpo, a un rasgo de su patrón cromático (una franja longitudinal negra, la cual se asemeja a una flecha) y, a la vez, a su ecología trófica, al ser un depredador de aguas abiertas.

## Distribución geográfica y hábitat
Crenicichla yjhui es un endemismo de la provincia de Misiones (extremo nordeste de la Argentina), específicamente de la cuenca del arroyo Urugua-í, curso fluvial el cual es un afluente por la margen izquierda del río Paraná, principal colector de la cuenca del Plata.
Adscripción ecorregional
Es exclusiva de la ecorregión de agua dulce Paraná inferior, y en ella, de una sección particular, la de la cuenca del arroyo Urugua-í, la cual posee una notable singularidad íctica, con un elevado porcentaje de endemismos.

## Relaciones filogenéticas, ecológicas y conservación
Crenicichla yjhui integra el ‘‘complejo de especies Crenicichla mandelburgeri’’. Ha desarrollado una morfología y ecología paralelas a una especie de Crenicichla con la cual no está cercanamente emparentada (ya que pertenece al ‘‘complejo de especies Crenicichla missioneira’’): C. celidochilus. Ambas especies destacan dentro del género Crenicichla por presentar hábitos de depredadores pelágicos, con una dieta principalmente ictiófaga.
Crenicichla yjhui es simpátrica, y en parte sinóptica, con otras dos especies del género Crenicichla con las que está estrechamente relacionada, las que también son endémicas del arroyo Urugua-í: C. ypo y C. yaha, sin embargo, difiere marcadamente en su ecomorfología, al ser una de ellas una invertívora generalista y la otra una moluscívora especializada.
La filogenia del ADN mitocondrial arrojó que Crenicichla yjhui anida dentro del grupo C. mandelburgeri. Análisis de la reducción de la representación del genoma ddRAD demostró que C. yjhui presenta un origen híbrido, compartiendo ascendencia con una de sus dos especies simpátricas: C. ypo.
La adaptación a un modo de vida pelágico por parte de Crenicichla yjhui se ha visto como muy ventajosa luego de haberse producido en la década de 1980 una profunda intervención antrópica en la cuenca, con la construcción de un represa hidroeléctrica y su consecuente embalse artificial, lo que le permitió aumentar significativamente su abundancia, al aprovechar el nicho vacante en el nuevo ambiente generado. Otras acciones antrópicas amenazan a las especies endémicas de la cuenca: las introducciones de especies de peces que no son nativos de la misma; sin embargo, al tratarse hasta ahora de especies invasoras de hábitos omnívoros oportunistas, Crenicichla yjhui no se ha visto afectada, algo que podría cambiar de producirse nuevas introducciones, esta vez de taxones depredadores.